# میشوو
میشوو (به چکی: Míšov) یک منطقهٔ مسکونی در جمهوری چک است که در Plzeň-South District واقع شده‌است. میشوو ۷٫۶۶ کیلومتر مربع مساحت و ۱۰۸ نفر جمعیت دارد و ۶۲۰ متر بالاتر از سطح دریا واقع شده‌است.